# Соединённые Штаты Индонезии
Соединённые Штаты Индонезии (СШИ; индон. Republik Indonesia Serikat, RIS) — государство, которому Нидерланды формально передали суверенитет над Нидерландской Ост-Индией 27 декабря 1949 года после мирных переговоров в Гааге.
В соответствии с Конституцией, вступившей в силу 27 декабря 1949 года, СШИ являлись федерацией, состоящей из 16 государственных образований: Республика Индонезия (острова Ява и Суматра) с населением около 31 миллиона человек, и 15 созданных нидерландцами штатов с населением от 100 тысяч до 11 миллионов человек. У государства был двухпалатный парламент, состоявший из Совета народных представителей (50 депутатов от Республики Индонезия и 100 — от прочих штатов, пропорционально численности населения) и Сената (32 сенатора — по 2 от каждого из составляющих страну государственных образований). СШИ сохранили тесные связи с метрополией — вместе с Нидерландами они входили в Нидерландско-Индонезийский Союз.
17 августа 1950 года, в пятилетнюю годовщину провозглашения независимости Индонезии, Соединённые Штаты Индонезии были официально распущены, а на их месте было образовано унитарное государство Республика Индонезия.

## Государственные образования, входившие в состав СШИ

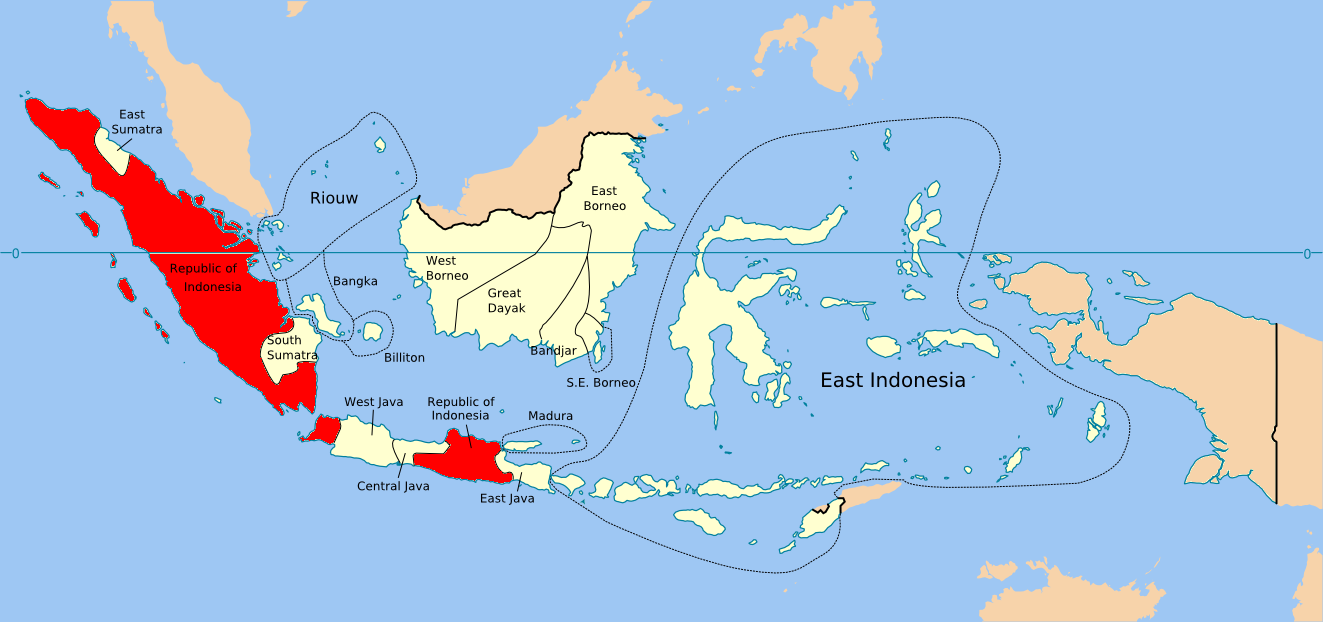
Составные части Соединённых Штатов Индонезии (Республика Индонезия выделена красным)

- Государство Республика Индонезия (индон. Negara Republik Indonesia)
- Область Банджар[индон.] (индон. Daerah Banjar)
- Банка (индон. Bangka)
- Белитунг (индон. Belitung)
- Центральная Ява (индон. Jawa Tengah)
- Государство Восточная Индонезия (индон. Negara Indonesia Timur)
- Государство Восточный Калимантан[индон.] (индон. Negara Kalimantan Timur)
- Государство Восточная Ява (индон. Negara Jawa Timur)
- Государство Восточная Суматра (индон. Negara Sumatera Timur)
- Великий Даяк (индон. Dayak Besar)
- Государство Мадура (индон. Negara Madura)
- Острова Риау (индон. Riau)
- Федерация Юго-Восточного Калимантана (индон. Federasi Kalimantan Tenggara)
- Государство Южная Суматра[индон.] (индон. Negara Sumatera Selatan)
- Западный Калимантан (индон. Kalimantan Barat)
- Государство Пасундан (индон. Negara Pasundan)